# 볼리바르주 (에콰도르)

볼리바르 주의 위치

볼리바르주(스페인어: Provincia de Bolívar)는 에콰도르 중부에 위치한 주로 주도는 과란다이며 면적은 3,945.38km2, 인구는 183,641명(2010년 기준), 인구 밀도는 47명/km2이다. 1827년에 신설되었으며 7개 지방 자치체를 관할한다.
북쪽으로는 코토팍시 주, 동쪽으로는 퉁구라우아 주와 침보라소 주, 남쪽으로는 침보라소 주와 과야스 주, 서쪽으로는 로스리오스 주와 접한다. 주의 대부분은 시원한 산맥 기후를 띠지만 고도가 낮은 산기슭의 구릉 지대는 따뜻한 열대 기후를 띤다.

주기

## 같이 보기
- 에콰도르의 주